# 2018年平昌オリンピックのオーストリア選手団
2018年平昌オリンピックのオーストリア選手団（2018ねんピョンチャンオリンピックのオーストリアせんしゅだん）は、2018年2月9日から23日まで大韓民国江原道平昌で開催された2018年平昌オリンピックのオーストリア選手団、およびその競技結果。
2017年9月22日、オーストリアのオリンピック委員会のカール・シュトース会長は朝鮮半島の状況が悪化し選手団の安全が保障できなくなった場合は参加中止する可能性があることを発表した。

## メダル
| メダル | 選手名 | 競技             | 種目                  |
| ------ | --- | ---------------- | --------------------- |
| 金     | ダビド・グライシャー | リュージュ       | 男子1人乗り           |
| 金     | マルセル・ヒルシャー | アルペンスキー   | 男子アルペン複合      |
| 金     | マティアス・マイヤー | アルペンスキー   | 男子スーパー大回転    |
| 金     | マルセル・ヒルシャー | アルペンスキー   | 男子大回転            |
| 金     | アンナ・ガッサー | スノーボード     | 女子ビッグエア        |
| 銀     | ペテル・ペンツ ゲオルク・フィシュラー                                                                                               | リュージュ       | 2人乗り               |
| 銀     | アンナ・ファイト | アルペンスキー   | 女子スーパー大回転    |
| 銀     | ステファニー・ブルナー マヌエル・フェラー カタリナ・ガルフーバー カタリーナ・リーンスベルガー ミヒャエル・マット マルコ・シュワルツ | アルペンスキー   | 団体                  |
| 銅     | ルカス・クラプファー | ノルディック複合 | 個人ノーマルヒル+10km |
| 銅     | ドミニク・ランダーティンガー | バイアスロン     | 男子20km個人          |
| 銅     | マデライン・エグル ダビド・グライシャー ペテル・ペンツ ゲオルク・フィシュラー                                                       | リュージュ       | チームリレー          |
| 銅     | カタリナ・ガルフーバー | アルペンスキー   | 女子回転              |
| 銅     | ミヒャエル・マット | アルペンスキー   | 男子回転              |
| 銅     | ヴィルヘルム・デニフル ルカス・クラプファー ベルンハルト・グルーバー マリオ・ザイドル                                               | ノルディック複合 | 団体ラージヒル+4x5km  |

## バイアスロン
- 男子 - 6名
- 女子 - 5名